# Marcellus II.

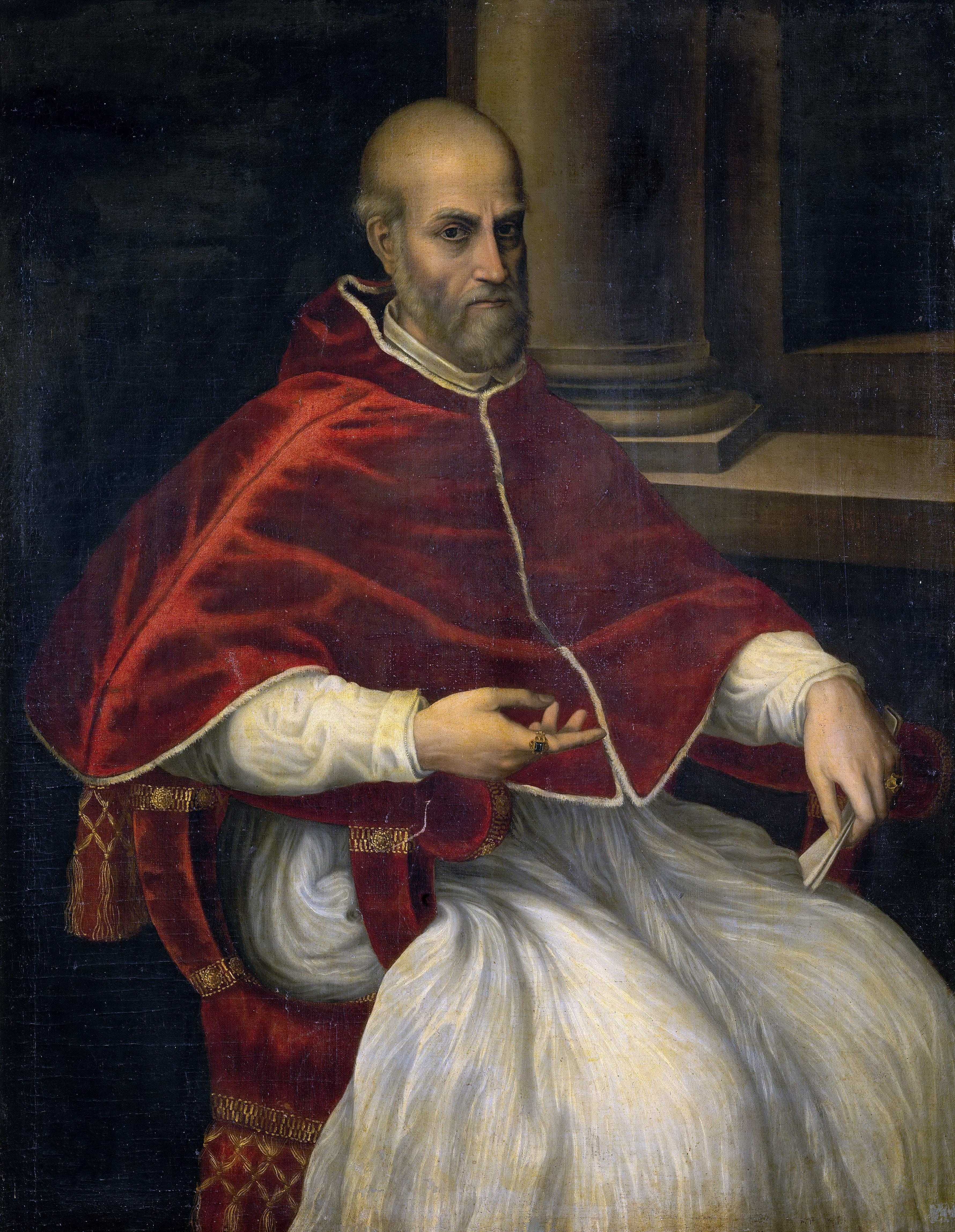
Ölgemälde Papst Marcellus II. (ca. 16. Jh.) in der Vatikanische Museen

Marcellus II. (* 6. Mai 1501 in Montefano (Marken); † 1. Mai 1555 in Rom), Geburtsname Marcello Cervini degli Spannocchi, war vom 9. April bis zum 1. Mai 1555 Papst der katholischen Kirche. In Erinnerung blieb der Papst wegen der ihm von Giovanni Pierluigi da Palestrina gewidmeten Komposition Missa Papae Marcelli („Messe des Papstes Marcellus“).

## Herkunft
Marcello Cervinis Familie stammte aus Montepulciano in der Toskana. Sein Vater, Ricardo Cervini, war apostolischer Schatzmeister in Ancona. Marcello Cervini studierte Altertumskunde, Architektur, Astronomie und Mathematik in Siena.

## Kirchliche Laufbahn
Am 19. Dezember 1539 ernannte Papst Paul III. ihn zum Kardinal, seine Titelkirche war Santa Croce in Gerusalemme. Kurz zuvor war er Bischof von Nicastro und Mitglied der Inquisition geworden. Seit 1545 nahm er als Päpstlicher Legat an mehreren Sitzungen des Konzils von Trient teil.
Im Jahr 1548 wurde er Kardinalbibliothekar (Bibliothecae Apostolicae Vaticanae Protector) der vatikanischen Bibliothek. Unter ihm wurden deren Bestand über 500 wertvolle Bücher hinzugefügt. Er ließ neue Bibliothekskataloge in lateinischer und griechischer Sprache anfertigen.

## Pontifikat
Am 9. April 1555 wählte ihn das Konklave nach vier Wahltagen zum neuen Papst. Marcellus II. ist bislang der letzte Papst, der seinen Geburtsnamen als Papstnamen verwendete. 

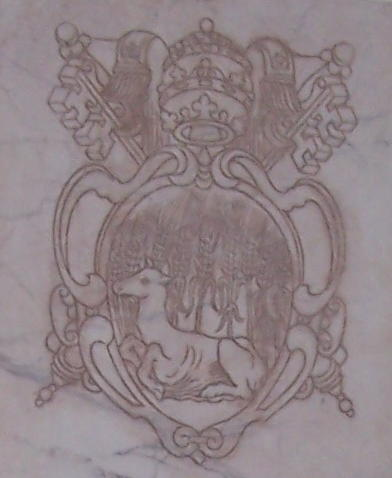
Papstwappen Marcellus’ II.

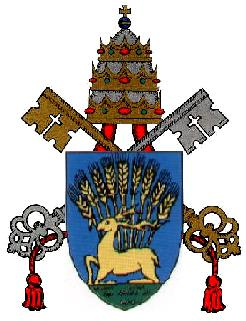
Papstwappen Marcellus’ II. (schemat. Darstellung)

Seine Inthronisation in St. Peter fand in einem unspektakulären und zugleich beeindruckenden Rahmen statt. Es war der Gründonnerstag des Jahres 1555, als der neue Papst, laut Erzählung, zwölf armen Männern aus Rom die Füße wusch und sich anschließend in einer schlichten Zeremonie mit der Tiara krönen ließ.
In seinem kurzen Pontifikat ernannte er keinerlei Kardinäle.

## Wappen
Das Wappen des Papstes zeigt das Lamm Gottes mit angewinkeltem rechtem Vorderlauf nach links schauend vor neun Getreideähren. Es befindet sich über dem Grab in den Vatikanischen Grotten sowie am Palazzo Cervini.

## Tod

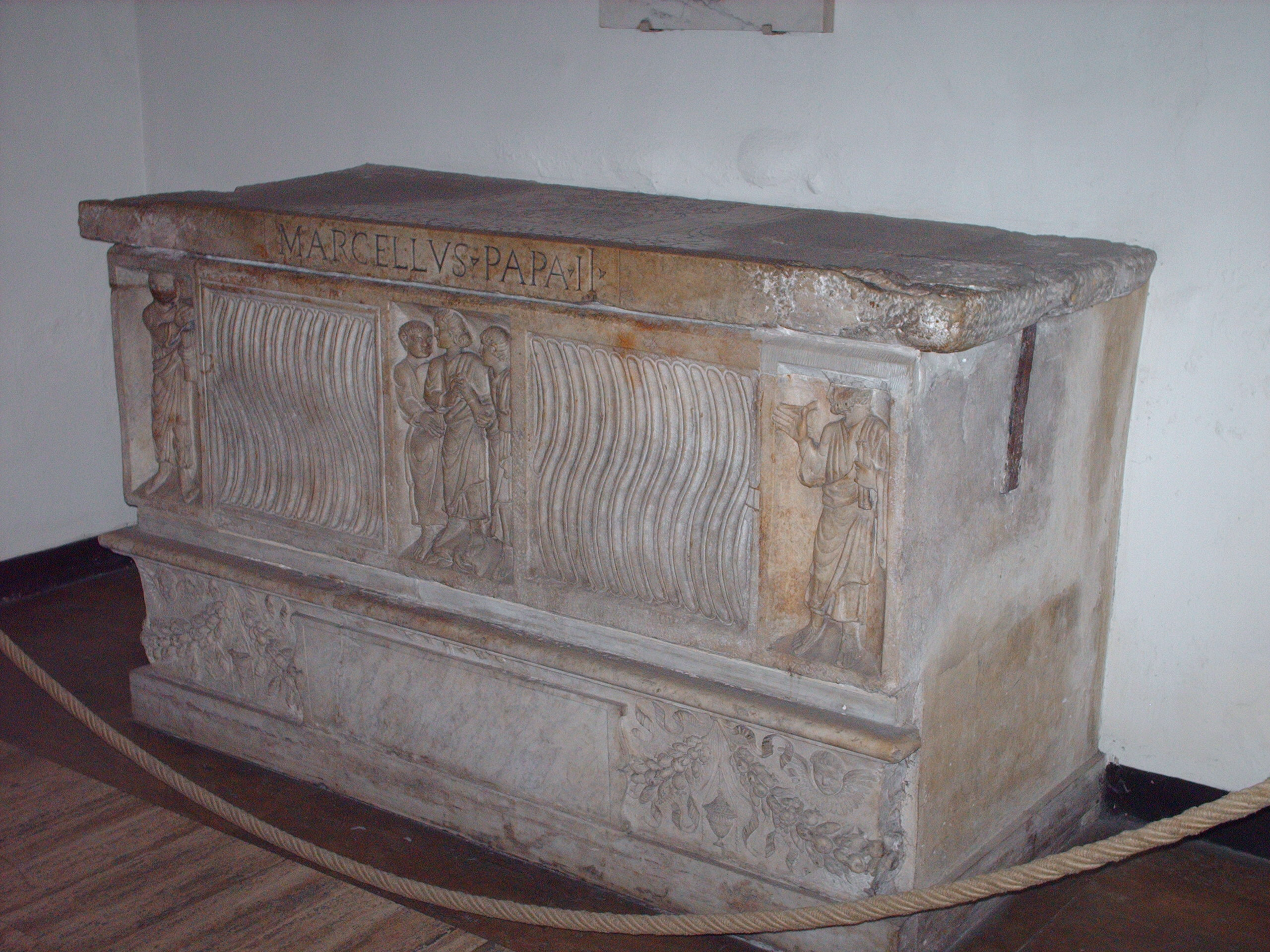
Grab Marcellus’ II. in den Vatikanischen Grotten

Papst Marcellus II. starb nach einem Pontifikat von 22 Tagen an den Folgen eines Schlaganfalls. Er wurde zunächst in der Apsis von Alt St. Peter in einem einfachen Grab beigesetzt. Auf seinem Grabstein standen die Worte des Kustos der vatikanischen Bibliothek und Dichters Faustus Sabaeus (übersetzt):
„Nicht bist du bestattet, wie es geziemt deiner Würde

Und ein anderer Grabstein gebühret dir, o Marcellus,

Doch wo immer du liegst, geehrt wirst immer du werden,

Nicht das Grab ehrt die Asche – die Asche ehrt das Grab“
Dieses Grab wurde 1606 geöffnet. Der Leichnam wurde danach in einem Sarkophag eines christlichen Paares aus dem 4. Jahrhundert, der bei den Bauarbeiten des neuen Petersdoms gefunden worden war, endgültig beigesetzt. Der Sarkophag befindet sich heute in den Vatikanischen Grotten.